# Poincaré-Welle
Die Poincaré-Welle, benannt nach Henri Poincaré (1854–1912), ist wie die Kelvinwelle eine Flachwasserwelle in einem rotierenden Bezugssystem.

## Eigenschaften
Die rücktreibende Kraft der Poincaré-Welle ist von ihrer Frequenz abhängig. Während bei hochfrequenten Poincaré-Wellen die Schwerkraft als rücktreibende Kraft wirkt, ist es bei niederfrequenten Poincaré-Wellen die Corioliskraft. Durch diese Frequenzabhängigkeit der rücktreibenden Kräfte ist die Poincaré-Welle prinzipiell dispersiv, d. h. ihre Frequenzen sind eine nichtlineare Funktion ihrer Wellenlängen, in denen die Schwerebeschleunigung, der Coriolisparameter und die Abmessungen des Gewässers, in dem sie sich ausbreitet, als Parameter eingehen.
Poincaré-Wellen existieren in einem unbegrenzten Ozean mit endlicher Wassertiefe. In einem berandeten Ozean werden die Poincaré-Wellen durch die Bedingung modifiziert, dass an der Küste kein Massentransport (vom Meeresboden bis zur Oberfläche integrierte Strömung) senkrecht zu ihr existieren kann. In berandeten Meeren existieren neben der Poincaré-Welle Kelvinwellen, die sich entlang dieser Berandung in einem Streifen endlicher Breite ausbreiten. Im Falle eines Kanals ergeben sich zwei Berandungen, was die Anzahl der Randbedingungen in der mathematischen Behandlung erhöht. Auch der Äquator kann der Poincaré-Welle aufgrund der dortigen Singularität im Coriolisparameter (am Äquator ist dieser nicht definiert, bzw. gleich null) als Berandung dienen, man spricht dann von äquatorialen Poincaré-Wellen. Die Eigenschaften von Poincaré-Wellen hängen vom Verhältnis der Wellenlänge zum Rossby-Radius ab, daraus ergeben sich die beiden Grenzfälle kurzer und langer Poincaré-Wellen:
- Kurze Poincaré-Wellen sind nur schwach abhängig von der Corioliskraft, da sie hohe Frequenzen besitzen, und deshalb kaum dispersiv.

- Lange Poincaré-Wellen werden stark von der Corioliskraft beeinflusst und sind stark dispersiv.

Eine dispersive Welle ist eine Welle, bei der sich die Wellenform mit der Zeit ändert. Der Rossby-Radius {\displaystyle R} ist eine Längenskala, die durch das Verhältnis der Geschwindigkeit der Schwerewelle (ohne Rotation) {\displaystyle c} zum Coriolisparameter {\displaystyle f} bestimmt ist.
Rossby-Radius: {\displaystyle R={\frac {c}{f}}\,}
Der Rossby-Radius ist der Vergleichsmaßstab für kurze und lange Poincaré-Wellen und gibt Auskunft über die Breite der Uferzone, in der sich die nichtdispersive Kelvinwelle ausbreitet.

## Vorkommen und Beobachtungen
Poincaré-Wellen kommen sowohl in allen Ozeanen an Küstenlinien, in großen Buchten und am Äquator, als auch in großen Seen vor, z. B. im Lake Michigan. Die erste Beobachtung und Messung mit Strömungsmessgeräten gelang Gustafson und Kullenberg 1936 in der Ostsee.

## Mathematische Beschreibung

### Offener Ozean
Die Dispersionsrelation, also die Beziehung zwischen der Frequenz {\displaystyle \omega \,} und dem Wellenzahlvektor {\displaystyle {\vec {k}}}, welche einen Wellentyp definiert, lautet für barotrope Poincaré-Wellen:
{\displaystyle \omega ^{2}=f^{2}+gHk_{h}^{2}}
mit
{\displaystyle f\,}: Coriolisparameter
{\displaystyle g\,}: Schwerebeschleunigung
{\displaystyle H\,}: Wassertiefe
{\displaystyle c={\sqrt {gH}}}: Phasengeschwindigkeit der Flachwasserwelle im nicht rotierenden Bezugssystem
{\displaystyle {\vec {k}}_{h}={\vec {i}}k_{x}+{\vec {j}}k_{y}\,}: Horizontaler Wellenvektor
Die obige Dispersionsbeziehung der Poincaré-Wellen zeigt, dass für ihre Frequenzen immer {\displaystyle \omega \geq f} gilt.
Poincaré-Wellen mit einer Wellenlänge, die kurz verglichen mit dem Rossby-Radius ist, d. h. {\displaystyle {\frac {\sqrt {gH}}{f}}k_{h}\gg 1}, sind näherungsweise nicht dispersive Flachwasserwellen. Diese Bezeichnung ist gerechtfertigt, da der barotrope Rossby-Radius auf der Erde in der Regel wesentlich größer als die Wassertiefe H ist und somit die entsprechende Wellenlänge immer noch wesentlich größer als die Wassertiefe H ist. Kurze Poincaré-Wellen breiten sich daher sehr schnell unter Beibehaltung ihrer ursprünglichen Form vom Gebiet ihrer Anregung im ganzen Ozean aus.
Für große Wellenlängen, d. h. {\displaystyle {\frac {\sqrt {gH}}{f}}k_{h}\ll 1}, ist die Dispersionsbeziehung der Poincaré-Wellen näherungsweise {\displaystyle \omega \approx f}. In diesem Grenzfall ist die Frequenz konstant gleich dem Coriolisparameter f. Die Gravitation hat keinen Einfluss mehr und die Flüssigkeitsteilchen bewegen sich im Gleichgewicht von Trägheits- und Corioliskraft annähernd in Form von Trägheitsschwingungen. Aus diesem Grund wird f auch die Trägheitsfrequenz genannt.
Die Gruppengeschwindigkeit der barotropen Poincaré-Wellen {\displaystyle {\vec {c}}_{g}} beträgt
{\displaystyle {\vec {c}}_{g}={\vec {i}}{\frac {\partial \omega }{\partial k_{x}}}+{\vec {j}}{\frac {\partial \omega }{\partial k_{y}}}=c^{2}{\frac {\vec {k}}{\omega }}}
und nimmt somit den maximalen Wert c im Grenzfall von kurzen Wellen an. Sie tendiert gegen Null, wenn die Wellenlängen gegen unendlich gehen. Diese Eigenschaften der Gruppengeschwindigkeit von Poincaré-Wellen bestimmen das Verhalten der Ausbreitung einer anfänglichen lokalisierten Störung derart, dass sich eine Wellenfront dispersionsfrei kreisförmig um eine anfänglich lokalisierte Störung ausbreitet und im Zentrum der Störung lange Wellen mit {\displaystyle c_{g}\approx 0}, also {\displaystyle \omega \approx f}, zurückbleiben. Der Abstand zwischen den propagierenden Fronten muss in diesem Fall sehr viel größer als der Rossby-Radius sein.

### Poincaré-Wellen in einem unendlichen Kanal
Die beiderseitigen Berandungen in einem in x-Richtung unendlich langen Kanal haben zur Folge, dass die Geschwindigkeitskomponente senkrecht zur Kanalachse (hier v in y-Richtung) jederzeit bei y=0 und bei y=B v=0 sein muss. Dies ist immer der Fall, wenn v proportional zu einem Satz von Sinusschwingung senkrecht zur Kanalachse mit diskreten Wellenzahlen, nämlich {\displaystyle k_{yn}={\frac {n\pi }{B}}} für n=1, 2, … ist. Die einzelnen Sinusschwingungen mit den diskreten Wellenzahlen werden als Moden bezeichnet.
Kanal im rotierten System:

Dispersionsdiagramm der Poincaré- und Kelvinwellen in einem rotierenden Kanal, dessen Breite ein Rossby-Radius B=R beträgt.

Abb. 1: Unendlich langer Kanal (x-Richtung), mit Breite B (y-Richtung). Rotation mit Winkelgeschwindigkeit {\displaystyle {\frac {f}{2}}\,}
Die Dispersionsrelation der Poincaré-Wellen im unendlichen Kanal erhält man aus der für den unbegrenzten Ozean durch Ersetzen der kontinuierlichen Wellenzahlkomponente {\displaystyle k_{y}} durch die diskreten Wellenzahlkomponente {\displaystyle k_{yn}}. Sie lautet dann:
{\displaystyle \omega ^{2}=f^{2}+c^{2}\left({\frac {n^{2}\pi ^{2}}{B^{2}}}+k_{x}^{2}\right)}, mit n=1, 2, 3, …
Aus der obigen Dispersionsbeziehung folgt, dass die minimale Frequenz einer Poincaré-Welle im unendlichen Kanal {\displaystyle \omega _{\min }^{2}=f^{2}+c^{2}{\frac {\pi ^{2}}{B^{2}}}} für {\displaystyle k_{x}\rightarrow 0} ist. Für sehr große Kanalbreiten B>>R geht die minimale Frequenz gegen die Trägheitsfrequenz f. Für schmale Kanalbreiten B<<R ist die minimale Frequenz näherungsweise {\displaystyle \omega _{\min }={\frac {\pi c}{B}}}, welches die größte Seichesperiode für Eigenschwingungen quer zur Kanalachse darstellt.

Dispersionsdiagramm der Poincaré- und Kelvinwellen in einem rotierenden Kanal, dessen Breite 10 Rossby-Radien B=10·R beträgt.

Die Gruppengeschwindigkeit für Poincaré-Wellen im Kanal hat nur eine Komponente entlang der Kanalachse, die gegeben ist durch
{\displaystyle {\vec {c}}_{g}={\vec {i}}{\frac {\partial \omega }{\partial k_{x}}}={\vec {i}}c^{2}{\frac {k_{x}}{\omega }}}
Die Grenzwerte der Gruppengeschwindigkeit der Poincaré-Wellen im Kanal sind analog zu denen im offenen Ozean {\displaystyle c_{g}=0} für {\displaystyle k_{x}\rightarrow 0} und {\displaystyle c_{g}=c} für {\displaystyle k_{x}\rightarrow \infty }. Von einer lokalen Störung im Kanal breiten sich somit nichtdispersive Wellenfronten mit der maximalen Gruppengeschwindigkeit einer Flachwasserwelle im nichtrotierenden Bezugssystem nach allen Richtungen aus. Erreichen Teile der Front die Wände des Kanals, werden die Wellen dort mehrfach reflektiert und es bilden sich zwischen den nach beiden Enden des Kanals propagierenden Wellenfronten ein diskretes Spektrum von Wellen mit verschwindender Gruppengeschwindigkeit und den minimalen Frequenzen {\displaystyle \omega _{\min }}.
In einem rotierenden Kanal sind neben den Poincaré-Wellen Kelvin-Wellen eine mögliche Bewegungsform. Sie erfüllen automatisch die Randbedingung an den Ufern des Kanals, da sie keine Geschwindigkeitskomponente senkrecht zur Kanalachse haben. Ihre Dispersionsbeziehung ist {\displaystyle \omega ={\sqrt {gH}}k_{x}}. Kelvin-Wellen sind nichtdispersive Flachwasserwellen, die sich im Gegensatz zu Poincaré-Wellen nur innerhalb einer Uferzone mit der Breite des Rossby-Radius ausbreiten. Diese Uferzone wird auch Küstenwellenleiter genannt. Die Ausbreitungsrichtung der Kelvin-Wellen im Küstenwellenleiter ist stets so, dass in Ausbreitungsrichtung schauend das Ufer auf der Nordhalbkugel (Südhalbkugel) rechts (links) liegt. Kelvin-Wellen werden immer dann angeregt, wenn innerhalb des Küstenwellenleiters Druckgradienten parallel zum Ufer auftreten. Da die Kelvin-Wellen sich wie nichtdispersive Flachwasserwellen verhalten, bleibt die anfängliche Form ihrer Anregung bei der Ausbreitung im Küstenwellenleiter erhalten.
Lässt man die Breite des Kanals von einem der Ufer aus betrachtet gegen unendlich gehen, so verschwindet der zu dem unendlich entfernten Ufer gehörende Zweig der Kelvinwelle. Die Poincaré-Moden konvergieren alle gegen eine Dispersionskurve mit der minimalen Frequenz {\displaystyle \omega _{\min }=f}, so dass bezüglich der Poincaré-Wellen die Dispersionskurve des unbegrenzten Ozeans entsteht. Im Unterschied zum offenen Ozean existiert im einseitig begrenzten Ozean neben den Poincaré-Wellen jedoch eine Kelvin-Welle, die sich nur im Küstenwellenleiter in die jeweils erlaubte Richtung ausbreitet.

### Barokline Poincaré-Wellen
In geschichtetem Wasser existieren neben den barotropen auch barokline Poincaré-Wellen. Die einfachste Form der Schichtung des Meeres besteht aus einer dünnen, oberflächennahen Schicht der Dichte {\displaystyle \rho _{1}}, die sich von der Meeresoberfläche z=0 bis zur Tiefe z=-h erstreckt. Darunter liegt bis zum Meeresboden in der Tiefe z=-H eine zweite Schicht mit der größeren Dichte {\displaystyle \rho _{2}}. Die Dichtesprungschicht, die die beiden Wasserkörper in der Tiefe z=-h trennt, kann wellenförmige Bewegungen um ihre Ruhelage ausführen, die Interne Wellen genannt werden. Im Falle einer Wellenlänge, die groß gegen die Wassertiefe ist, breiten sich die langen internen Wellen dispersionsfrei mit der Phasengeschwindigkeit {\displaystyle c_{i}^{2}={\frac {\rho _{2}-\rho _{1}}{\rho _{2}}}g{\frac {h\left(H-h\right)}{H}}} aus. Dann existiert der durch die barotrope Phasengeschwindigkeit c definierte barotrope Rossbyradius, der im Ozean annähernd 2000 km beträgt. Daneben gibt es den durch die barokline Phasengeschwindigkeit {\displaystyle c_{i}} definierten baroklinen Rossby-Radius {\displaystyle R_{i}}, der durch die im Allgemeinen dünne Deckschicht und insbesondere durch die geringe Dichtedifferenz der beiden Wasserschichten, verglichen mit der mittleren Dichte des Wassers, um Größenordnungen kleiner ist, nämlich nur 10 km bis 100 km beträgt.
Aus diesem Grund können Ozeane und Randmeere bezüglich interner Poincaré-Wellen als unendlich weiter Kanal betrachtet
werden. Die internen Poincaré-Wellen mit verschwindender Gruppengeschwindigkeit haben dann alle minimale Frequenzen, die nur in geringem Maß größer als f sind und in gemessenen Strömungsspektren mit geringer Frequenzauflösung wie ein einziger Spektralpeak erscheinen. Die geringe Weite des internen Rossby-Radius hat darüber hinaus zur Folge, dass der Küstenwellenleiter, in dem sich die barokline Kelvin-Welle ausbreitet, wesentlich gebündelter ist, da der barokline Rossby-Radius um 1 bis 2 Größenordnungen kleiner als der barotrope ist.

### Poincaré-Wellen im äquatorialen Wellenleiter
Analog zum Kanal mit fester Berandung lassen sich die sogenannten äquatorialen Poincaré-Wellen beschreiben, welche anstelle der Kanalufer durch den äquatorialen Rossby-Radius begrenzt sind. Die Randbedingung für die meridionale Komponente der Geschwindigkeit besteht in diesem Fall in der Annahme, dass sie außerhalb des äquatorialen Wellenleiters gegen Null geht.
Die meridionalen Geschwindigkeiten {\displaystyle V_{n}} der verschiedenen Poincaré-Moden n lassen sich dann in folgender Form beschreiben:
{\displaystyle V_{n}=V_{n0}\exp \left({\frac {-y^{2}}{2R^{2}}}\right)H_{n}\left({\frac {y}{R}}\right)\,}
mit
{\displaystyle H_{n}\left({\frac {y}{R}}\right)}: Hermitesches Polynom
{\displaystyle R^{2}={\frac {c}{\beta }}\,}: Rossby-Radius am Äquator, beschreibt die meridionale Ausdehnung des äquatorialen Wellenleiters
{\displaystyle \beta \,}: Gradient des Coriolisparameters am Äquator.
{\displaystyle y\,}: meridionaler Abstand vom Äquator, positiv nach Norden
Im äquatorialen Wellenleiter sind neben Poincaré-Wellen auch äquatoriale Kelvin-Wellen eine mögliche Bewegungsform. Sie sind dadurch charakterisiert, dass ihre meridionale Geschwindigkeitskomponente verschwindet und ihre zonale Geschwindigkeitskomponente proportional {\displaystyle U_{K}(y)\approx \exp \left({\frac {-y^{2}}{2R^{2}}}\right)} ist. Die Kelvin-Welle breitet sich im äquatorialen Wellenleiter immer nach Osten aus und hat dabei die Phasen- und Gruppengeschwindigkeit c der Flachwasserwelle im nichtrotierenden Bezugssystem.
Der barokline Rossby-Radius beträgt am Äquator ungefähr 300 km.